# Casey Larson
Casey Larson (16 dicembre 1998) è un saltatore con gli sci statunitense.

## Biografia
Attivo in gare FIS dal febbraio del 2012, Larson ha esordito in Coppa del Mondo il 16 marzo 2017 a Trondheim (48º), ai Campionati mondiali a Lahti 2017, dove si è classificato 46º nel trampolino lungo e 11º nella gara a squadre, e ai Giochi olimpici invernali a Pyeongchang 2018, dove si è piazzato 39º nel trampolino normale e 9º nella gara a squadre. L'anno successivo ai Mondiali di Seefeld in Tirol è stato 28º nel trampolino normale, 38º nel trampolino lungo, 11º nella gara a squadre e 10º nella gara a squadre mista, mentre a quelli di Oberstdorf 2021 si è classificato 46º nel trampolino normale, 48º nel trampolino lungo, 10º nella gara a squadre e 12º nella gara a squadre mista. Ai XXIV Giochi olimpici invernali di Pechino 2022 si è piazzato 39º nel trampolino normale, 43º nel trampolino lungo e 10º nella gara a squadre; ai successivi Mondiali di volo di Vikersund 2022 è stato 40º nella gara individuale, ai Mondiali di Planica 2023 si è classificato 39º nel trampolino normale, 36º nel trampolino lungo, 8º nella gara a squadre e 10º nella gara a squadre mista e a quelli di Trondheim 2025 si è piazzato 40º nel trampolino normale.

## Palmarès

### Coppa del Mondo
- Miglior piazzamento in classifica generale: 66º nel 2023